# Coupe de la Ligue d'Allemagne de rugby à XV
La Coupe de la Ligue d'Allemagne de rugby à XV (en allemand : Liga-Pokal) est une compétition annuelle mettant aux prises les meilleurs clubs de rugby en Allemagne.
En octobre 2009, la DRV a proposé de réformer les compétitions nationales après 2010 et de supprimer la Liga-Pokal et la DRV-Pokal
. Toutefois, ces propositions n'ont pas été suivies et ces 2 compétitions ont malgré tout eu lieu (l'édition 2010-11 se déroula en octobre 2010) durant cette période, mais pas en 2011-12. La Liga-Pokal reprit ses droits lors la saison 2012-13, aujourd'hui disputée par les équipes non qualifiées lors du tour préliminaire de la DRV-Pokal et les meilleurs clubs de 2. Bundesliga.

## Format
Alors une interruption de 1997 à 2001, la compétition revient en 2001-02 et se déroule entre 8 équipes de la 1. Bundesliga. En 2005-06, 16 équipes ont pris part à la compétition et les matchs se sont joués par élimination directe
. En 2009-10, la compétition a été jouée selon un format différent, en septembre 2009, avec un tour préliminaire incluant 12 clubs. 
Après une nouvelle réforme en 2012-13, la Liga-Pokal est désormais réservée aux équipes de la 2. Bundesliga.

## Palmarès
| Année           | Edition | Vainqueur             | Score       | Finaliste             |
| --------------- | ------- | --------------------- | ----------- | --------------------- |
| 1983            | 1re     | Berliner SV 92        | 19 - 8      | DSV 78 Hanovre II     |
| 1984            | 2e      | SC Neuenheim          | 19 - 10     | VfR Döhren            |
| 1985            | 3e      | VfR Döhren            | 9 - 8       | TSV Handschuhsheim    |
| 1986            | 4e      | DSV 78 Hanovre II     | 16 - 13     | FV 1897 Linden        |
| 1987            | 5e      | -                     | Non disputé | -                     |
| 1988            | 6e      | SC Neuenheim II       | 12 - 7      | SC Germania List      |
| 1989            | 7e      | FC Schwalbe Hannover  | 23 - 16     | SV Odin Hannover (de) |
| 1990            | 8e      | SC Germania List      | 25 - 15     | Berliner SV 92        |
| 1991            | 9e      | FC Sankt Pauli Rugby  | 9 - 6       | Post SG Stuttgart     |
| 1992            | 10e     | Post SG Stuttgart     | 16 - 4      | FV 1897 Linden        |
| 1993            | 11e     | RG Heidelberg II      | 17 - 12     | FC Sankt Pauli Rugby  |
| 1994            | 12e     | BSC Offenbach         | 17 - 15     | FC Sankt Pauli Rugby  |
| 1995            | 13e     | DRC Hannover II       | 10 - 8      | SC Neuenheim II       |
| 1996            | 14e     | SC Germania List      | 24 - 15     | RG Heidelberg II      |
| ...             | ...     | ...                   | ...         | ...                   |
| 16 juin 2002    | 15e     | FC Sankt Pauli Rugby  | 37 - 30     | Post SV Berlin        |
| 21 juin 2003    | 16e     | SC Neuenheim          | 47 - 9      | Post SV Berlin        |
| 19 juin 2004    | 17e     | Berlin RC             | 41 - 22     | Heidelberger RK       |
| 2 juillet 2005  | 18e     | FC Schwalbe Hannover  | 27 - 12     | TSV Handschuhsheim II |
| 8 juillet 2006  | 19e     | TSV Handschuhsheim II | 35 - 8      | SC 1880 Frankfurt     |
| 26 mai 2007     | 20e     | TSV Handschuhsheim II | 6 - 5       | RG Heidelberg II      |
| 1er mai 2008    | 21e     | RG Heidelberg II      | 32 - 29     | TSV Handschuhsheim II |
| 30 mai 2009     | 22e     | SV Odin Hannover      | 18 - 14     | SC Germania List      |
| 26 juin 2010    | 23e     | TSV Handschuhsheim II | 34 - 27     | Stuttgarter RC        |
| 16 octobre 2010 | 24e     | RG Heidelberg II      | 33 - 10     | Heidelberger RK II    |
| 2012            | 25e     | -                     | Non disputé | -                     |
| 15 juin 2013    | 26e     | Bremen 1860           | 13 - 12     | Stuttgarter RC        |
| 14 juin 2014    | 27e     | Neckarsulmer SU       | 15 - 10     | StuSta München        |
| 30 mai 2015     | 28e     | TSV Handschuhsheim II | 31 - 15     | München RFC           |
| 9 juillet 2016  | 29e     | TSV Handschuhsheim II | 23 - 12     | RC Rottweil (de)      |
| 1er avril 2017  | 30e     | RC Rottweil           | 17 - 13     | StuSta München        |
| 14 juillet 2018 | 31e     | TGS Hausen            | 23 - 3      | München RFC           |

## Bilan
| Club                 | Titre(s) | Premier(s) - Dernier(s) |
| -------------------- | -------- | ----------------------- |
| TSV Handschuhsheim   | 5        | 2007-2016               |
| SC Neuenheim         | 3        | 1984-2003               |
| RG Heidelberg        | 3        | 1993-2011               |
| SC Germania List     | 2        | 1990-1996               |
| FC Schwalbe Hannover | 2        | 1999-2005               |
| FC Sankt Pauli Rugby | 2        | 1991-2002               |
| ...                  | ...      | ...                     |